# 附赠的假期
《附赠的假期》是一部2021年马来西亚贺岁电视电影，八度空间原创强档作品。由叶俊岑、秦雯彬、温绍平、周雪婷、雷丰铭领衔主演。本片讲述一个小康之家在面对疫情冲击和行管令的实施下，无法出外，大家天天在家相处的故事。虽然挫折遭遇，但一家人天天聚在一起的日子，成了他们最难得的额外假期。
本片于农历初二2021年2月13日星期六，晚上9点播出。

## 播出时间

### 首播
| 频道          | 所在地   | 播放日期                         | 首播時间 |
| ------------- | -------- | -------------------------------- | -------- |
| 八度空间      | 马来西亚 | 2021年2月13日（星期六） 农历初二 | 9:00pm   |
| Youtube       | Youtube  | 在线观看                         | 在线观看 |
| TONTON CINEMA | 马来西亚 | 2021年12月1日                    | 在线观看 |
| Tonton        | 马来西亚 | 2022年12月1日                    | 在线观看 |

### 重播
| 频道     | 所在地   | 播放日期                         | 重播時间 |
| -------- | -------- | -------------------------------- | -------- |
| 八度空间 | 马来西亚 | 2021年2月21日（星期日） 农历初十 | 3:00pm   |
| 八度空间 | 马来西亚 | 2021年10月31日（星期日）         | 9:00pm   |

## 故事概要
故事以2020年3月的马来西亚新冠疫情为背景，家庭煮夫叶俊岑（叶俊岑 饰）和秦雯彬（秦雯彬 饰）育有一个女儿Bella（周雪婷 饰）和一个儿子波波（雷丰铭饰）。Bella是传播系学院生，因妈妈不让她谈恋爱而隐瞒着家人。小儿子波波因脸上有个胎记而被同学嘲笑，不喜欢去上学。这时，新冠病毒入侵大马，随着疫情越来越严重，国家进入行动管制令。雯彬的旅行社乱成一团，而她的父亲秦绍平（温绍平 饰）从霹雳怡保前往吉隆坡，因行管令而无法返回怡保，只好待在女婿家。在这行管令期间，大家天天都在家，众人的关系会怎么发展，大家能继续和睦相处吗？

## 演员阵容

### 主要演员
| 演员   | 角色            | 介绍                          |
| 叶俊岑 | 叶俊岑          | 爸爸 家庭煮父，绝世好男人。   |
| 秦雯彬 | 秦雯彬          | 妈妈 旅行社老板，职业女强人。 |
| 温绍平 | 秦绍平          | 外公 五金店老板               |
| 周雪婷 | 叶雪婷（Bella） | 姐姐 19歲                     |
| 雷丰铭 | 叶进波（波波）  | 弟弟 7歲                      |

### 其他演员
| 演员   | 角色   | 介绍                  |
| 涂迎薇 | 薇薇   | 秦雯彬的同事          |
| 练倩汶 | 练倩汶 | Bella同系同学         |
| 萧斐弘 |        | 萧师傅                |
| 叶剑峰 | 叶剑峰 | 八度空间华语新闻主播  |
| 施宇   | 阿邦   | Bella男友，就读医学系 |

## 歌曲
| 曲序 | 曲目                        |               | 作曲   | 演唱   | 时长 |
| ---- | --------------------------- | ------------- | ------ | ------ | ---- |
| 1.   | 因为你 (You & Me)（主题曲） | 菲道尔/吴以健 | 菲道尔 | 菲道尔 | 2:39 |

## 獲獎記錄

### 國外
| 年度   | 頒獎典禮             | 獎項       | 表彰對象   | 結果 | 來源  |
| ------ | -------------------- | ---------- | ---------- | ---- | ----- |
| 2021年 | 第16届首尔国际电视节 | 评审特别奖 | 附赠的假期 | 獲獎 | [ 5 ] |

### 國内
| 年度   | 頒獎典禮         | 獎項               | 表彰對象   | 結果 | 來源  |
| ------ | ---------------- | ------------------ | ---------- | ---- | ----- |
| 2021年 | 2021年优势戏剧奖 | 最佳中文戏剧特别奖 | 附赠的假期 | 獲獎 | [ 6 ] |

## 轶事
- 此剧的演员叶俊岑与秦雯彬是继《情有可缘》及《差3公分想爱你》再次合作。
- 此剧的演员温绍平与周雪婷是继《青色围墙》再次合作。

## 电视节目的变迁
- 关于马来西亚华语电视剧与电视电影列表，参见首要媒体剧集列表。

## 注明
1. ↑  . 中國報.   [2020年12月28日]. （原始内容存档于2021年1月25日）.
2. ↑  . Viral Cham. 2020年11月9日  [2020年12月27日]. （原始内容存档于2020年11月24日）.
3. ↑  . Youtube.
4. ↑  . Youtube. （原始内容存档于2021-02-16）.
5. ↑  . 星洲网 Sin Chew Daily. 2021-10-23  [2021-10-24]. （原始内容存档于2021-10-27） （英语）.
6. ↑  . 東方網 馬來西亞東方日報. 2021-12-20  [2021-12-31]. （原始内容存档于2021-12-31） （中文（简体））.